# 稲本ちえみ
稲本 ちえみ（いなもと ちえみ、1986年1月7日 - ）は、日本のAV女優、ストリッパー。

## 略歴
東京都出身。2004年、『NEW FACE 45』でAVデビュー。2005年4月21日、福山第一劇場でストリッパーとしてデビュー。

## 人物
趣味はドライブ、ツーリング。
特技はネコとのじゃれあい。
好きな物はいちごオレ。

## 作品

### アダルトビデオ
- NEW FACE 45（2004年12月24日、KUKI / TANK）
- H2O（2005年1月27日、KUKI / TANK）
- SCOOP（2005年1月28日、KUKI / TANK） ※「NEW FACE 45」と特典映像が収録されたセルDVD版
- MILK&MILK（2005年2月25日、KUKI / TANK）
- Power H（2005年3月24日、KUKI / TANK）
- MAXIMUM（2005年3月31日、KUKI / TANK） ※「H2O」「MILK&MILK」と特典映像が収録されたセルDVD版
- 桃源郷（2005年4月25日、KUKI / TANK）
- MOMO（2005年5月27日、KUKI / TANK） ※「Power H」「桃源郷」と特典映像が収録されたセルDVD版